# Wahlbezirk Österreich ob der Enns 20
Der Wahlbezirk Österreich ob der Enns 20 war ein Wahlkreis für die Wahlen zum Abgeordnetenhaus im österreichischen Kronland Österreich ob der Enns (Oberösterreich). Der Wahlbezirk wurde 1907 mit der Einführung der Reichsratswahlordnung geschaffen und bestand bis zum Zusammenbruch der Habsburgermonarchie.

## Geschichte
Nachdem der Reichsrat im Herbst 1906 das allgemeine, gleiche, geheime und direkte Männerwahlrecht beschlossen hatte, wurde mit 26. Jänner 1907 die große Wahlrechtsreform durch Sanktionierung von Kaiser Franz Joseph I. gültig. Mit der neuen Reichsratswahlordnung schuf man insgesamt 516 Wahlbezirke, wobei mit Ausnahme Galiziens in jedem Wahlbezirk ein Abgeordneter im Zuge der Reichsratswahl gewählt wurde. Der Abgeordnete musste sich dabei im ersten Wahlgang oder in einer Stichwahl mit absoluter Mehrheit durchsetzen. Der Wahlbezirk Österreich ob der Enns 20 umfasste die Gerichtsbezirke Mondsee, Frankenmarkt und Vöcklabruck, wobei die Stadt Vöcklabruck (Wahlbezirk 5) vom Wahlbezirk ausgenommen war.
Aus der Reichsratswahl 1907 ging Heinrich Pichler (Katholisch-Konservative Partei) im ersten Wahlgang als Sieger hervor. Pichler konnte sein Mandat bei der Reichsratswahl 1911 erneut im ersten Wahlgang erfolgreich verteidigen.

## Wahlergebnisse

### Reichsratswahl 1907
Die Reichsratswahl 1907 wurde am 14. Mai 1907 (erster Wahlgang) durchgeführt. Eine Stichwahl entfiel auf Grund der absoluten Mehrheit für Pichler im ersten Wahlgang.
| Kandidat                                                                      | Partei                             | Wahlkreis- stimmen | Stimmen- anteil |
| ----------------------------------------------------------------------------- | ---------------------------------- | ------------------ | --------------- |
| Heinrich Pichler                                                              | Katholisch-Konservative Partei     | 7727               | 72,7 %          |
| Matthias Achleitner                                                           | Oberösterreichischer Bauernverein  | 1508               | 14,2 %          |
| Rötzer                                                                        | Christlichsoziale Partei           | 676                | 6,4 %           |
| Johann Jakubetz                                                               | Sozialdemokratische Arbeiterpartei | 635                | 6,0 %           |
|                                                                               | Sonstige                           | 84                 | 0,8 %           |
| Wahlberechtigte: 11.439, Ungültige/Leere Stimmen: 80, Wahlbeteiligung: 93,6 % |                                    |                    |                 |

### Reichsratswahl 1911
Die Reichsratswahl 1911 wurde am 13. Juni 1911 (erster Wahlgang) durchgeführt. Die Stichwahl entfiel auf Grund des absoluten Mehrheit von Pichler im ersten Wahlgang.
| Kandidat                                                                       | Partei                             | Wahlkreis- stimmen | Stimmen- anteil |
| ------------------------------------------------------------------------------ | ---------------------------------- | ------------------ | --------------- |
| Heinrich Pichler                                                               | Christlichsoziale Partei           | 7357               | 68,6 %          |
| Matthias Achleitner                                                            | Oberösterreichischer Bauernverein  | 2277               | 21,2 %          |
| Johann Jakubetz                                                                | Sozialdemokratische Arbeiterpartei | 849                | 7,9 %           |
|                                                                                | Sonstige                           | 247                | 2,3 %           |
| Wahlberechtigte: 12.020, Ungültige/Leere Stimmen: 452, Wahlbeteiligung: 93,0 % |                                    |                    |                 |